# Municipio de Golden City
El municipio de Golden City (en inglés: Golden City Township) es un municipio ubicado en el condado de Barton en el estado estadounidense de Misuri. En el año 2010 tenía una población de 1097 habitantes y una densidad poblacional de 10,47 personas por km².

## Geografía
El municipio de Golden City se encuentra ubicado en las coordenadas 37°24′32″N 94°7′37″O / 37.40889, -94.12694. Según la Oficina del Censo de los Estados Unidos, el municipio tiene una superficie total de 104.82 km², de la cual 104.28 km² corresponden a tierra firme y (0.51%) 0.53 km² es agua.

## Demografía
Según el censo de 2010, había 1097 personas residiendo en el municipio de Golden City. La densidad de población era de 10,47 hab./km². De los 1097 habitantes, el municipio de Golden City estaba compuesto por el 96.26% blancos, el 0.09% eran afroamericanos, el 1.19% eran amerindios, el 0.27% eran asiáticos, el 0.09% eran isleños del Pacífico, el 0.64% eran de otras razas y el 1.46% pertenecían a dos o más razas. Del total de la población el 2.01% eran hispanos o latinos de cualquier raza.